# 滁州
滁州（じょしゅう）は、中国にかつて存在した州。隋代から民国初年にかけて、現在の安徽省滁州市一帯に設置された。

## 概要
536年（大同2年）、南朝梁により設置された南譙州を前身とする。その州治は桑根山の朝陽に置かれた。南譙州は新昌郡・高塘郡・南梁郡・臨滁郡を管轄した。551年（天保3年）、北斉によりその州治は新昌郡頓丘県に移転された。
581年（開皇元年）、隋が建国されると、南譙州は滁州と改称された。605年（大業元年）に滁州は廃止されて、管轄県は揚州に統合された。
620年（武徳3年）、唐が杜伏威を降伏させると、隋の江都郡清流県に滁州が置かれた。742年（天宝元年）、滁州は永陽郡と改称された。758年（乾元元年）、永陽郡は滁州の称にもどされた。滁州は淮南道に属し、清流・全椒・永陽の3県を管轄した。
五代十国時代、滁州は呉および南唐の統治下に入った。956年（顕徳3年）、後周が滁州を攻め落としたが、同年のうちに再び南唐の統治下にもどった。
宋のとき、滁州は淮南東路に属し、清流・全椒・来安の3県を管轄した。
1278年（至元15年）、元により滁州は滁州路総管府と改められた。1283年（至元20年）、滁州路は滁州に降格した。滁州は揚州路に属し、清流・全椒・来安の3県を管轄した。
1369年（洪武2年）、明により清流県は廃止され、滁州に編入された。1374年（洪武7年）、滁州は鳳陽府に属した。1389年（洪武22年）、滁州は直隷州に昇格した。滁州直隷州は南直隷に属し、全椒・来安の2県を管轄した。
清のとき、滁州直隷州は安徽省に属し、全椒・来安の2県を管轄した。
1912年、中華民国により滁州直隷州は廃止され、滁県と改められた。